# Catedral de Zamora de Hidalgo
La Catedral de la Inmaculada Concepción de Zamora de Hidalgo es un edificio levantado en la segunda mitad del siglo XIX, en la ciudad michoacana de Zamora de Hidalgo, por Nicolás Luna, discípulo del arquitecto Eduardo Tresguerras.
Presenta estilo ecléctico influenciado en el neoclásico, con dos cuerpos y remate. Su planta tiene forma de cruz latina, cuenta con una sola nave y un crucero donde se levanta la cúpula. El templo guarda cierta semejanza y proporción con el templo del Carmen en la ciudad de Celaya, Guanajuato.
Fue dedicada bajo el patronazgo de la Inmaculada Concepción, por supuestamente haber detenido inmediatamente la epidemia de cólera de 1850, que azotó la ciudad y sus alrededores, mediante las oraciones que pedían su intervención.

## Historia

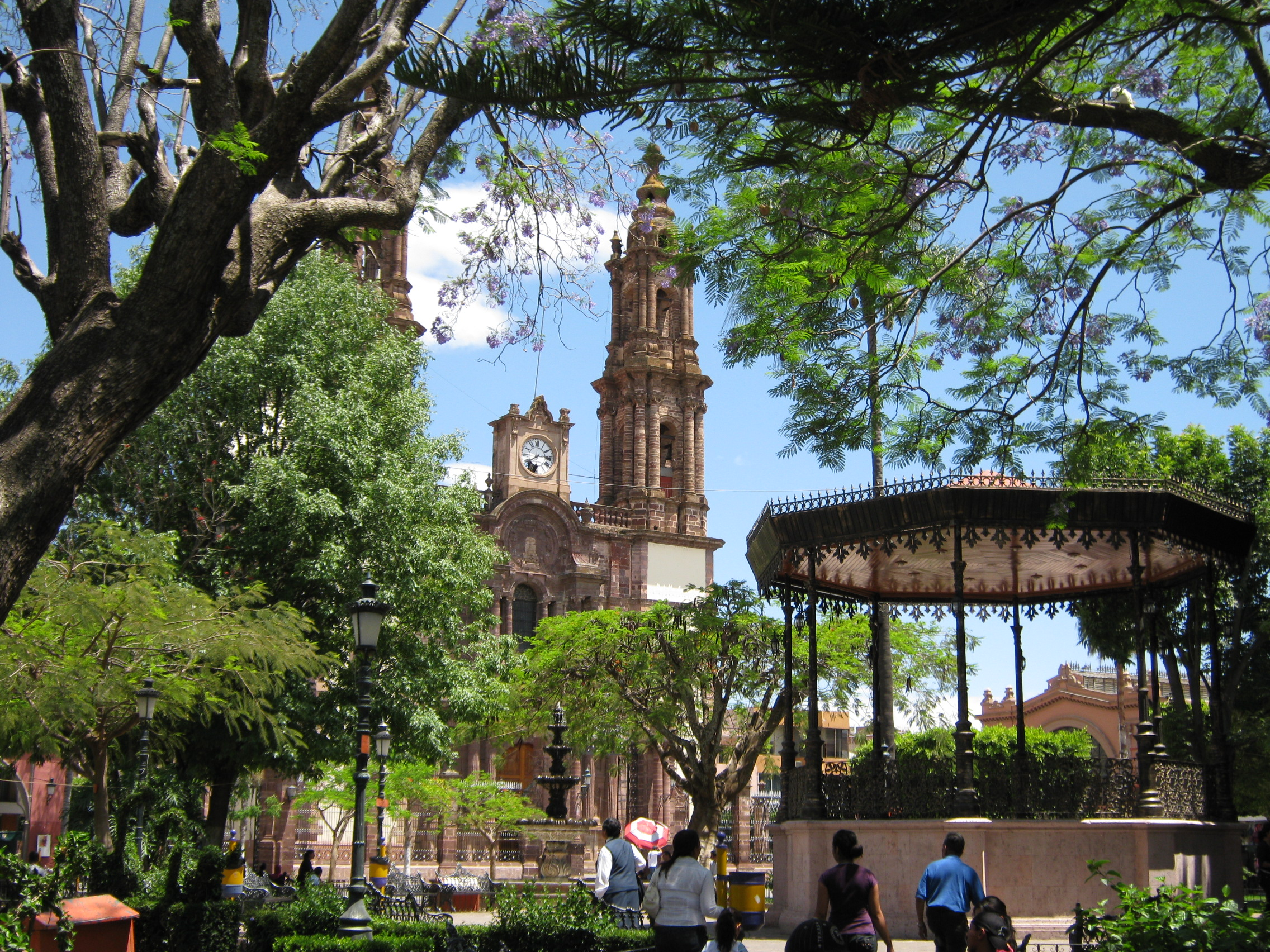
Plaza de armas y catedral de Zamora.

En 1831, las condiciones en la que se encontraba la antigua parroquia levantada en 1681 eran deplorables —casi en ruinas—, por lo que el cura Miguel de Escobar y Llamas solicitó el 3 de abril la autorización del gobierno arzobispal de Morelia para cerrar la parroquia con el fin de que no hubiese desgracias, en caso de derrumbarse, y también para emprender su reconstrucción.
No fue hasta 1840 cuando el ayuntamiento de la ciudad conformó para la obra una junta directiva presidida por el prebendado José María Cabadas y Dávalos; fue el 1.º de abril de ese mismo año en que se bendijo la primera piedra de la nueva parroquia. Ésta fue diseñada por el maestro arquitecto Nicolás Luna, discípulo de Eduardo Tresguerras, desde 1838, momento en el que supuestamente tenían que haber comenzado las obras.
Cuando se erigió la diócesis de Zamora, en 1863, la iglesia todavía no estaba terminada —le faltaban las torres—, sin embargo, esto facilitó la realización de las reformas necesarias para la nueva sede episcopal. Mientras tanto, el cabildo catedralicio se reunía en la iglesia del Calvario. El 8 de mayo de 1867 la catedral fue consagrada para evitar ser ocupada por las tropas liberales de Benito Juárez, aunque en esos tiempos seguía sin estar terminada.
En 1871 una de las columnas corría el riesgo de desplomarse y también era necesario apuntalar la estructura para la edificación de las torres, de modo que esta empresa fue encarga a Romualdo Mares, quien las concluyó el 27 de agosto de 1879. Sin embargo, éstas comenzaron a desplomarse en 1887; las tuvo que intervenir el ingeniero Wilfrido Amor y Escandón, quien mandó a amarrar las torres con tornillos. En 1899 el ayuntamiento se dirigió al gobernador de la Mitra de Morelia, el canónigo Rafael Ochoa, para que se llevara a cabo un examen de las torres, puesto que algunos temblores habían hecho dudar de la seguridad del inmueble. Por tal motivo, el cabildo de catedral mandó al ingeniero arquitecto Gustavo Roth. Éste descubrió que los cimientos no tenían ni siquiera dos varas, que no había pilotes que lo consolidaran y que el suelo era de aluvión, además de notar que una de las torres había experimentado un movimiento. El trabajo que hizo fue reforzar las torres. Pese a ello, en 1904 se derrumbó la cruz de la torre sur y en 1911 sucedió lo mismo con el remate, lo que perforó la bóveda. Las nuevas reparaciones estuvieron a cargo del alarife Jesús Hernández Segura, quien fuera diseñador del Santuario Guadalupano y de algunas otras obras en Zamora; empezaron en 1911 y finalizaron en 1913.
La última reforma mayor se llevó a cabo en 1973 con el cambio del piso de manera por uno de mosaico de pasta.

## Descripción arquitectónica

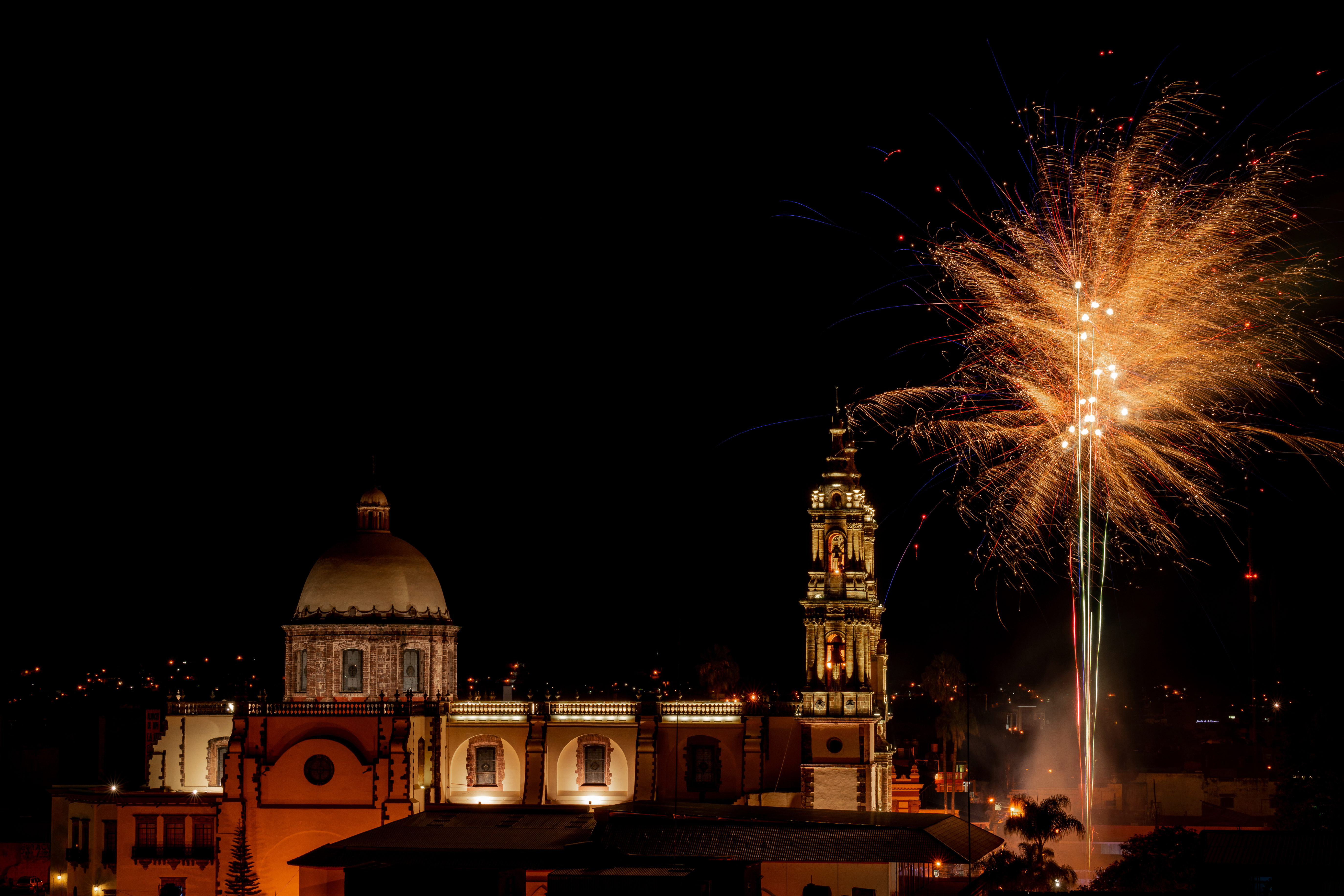
La catedral iluminada.

### Exterior
Fachadas:
Su fachada de cantera, la portada de estilo neoclásico, con dos cuerpos y remate. Con dos torres, campanario, de tres cuerpos y rematando con un cupulino; en la base de las dos torres se unen por una balaustrada, y en el centro, entre las dos torres arriba de la entrada principal, se encuentra un reloj.

### Interior
Se observa que es de planta de cruz latina, de una sola nave y crucero, donde se levanta la cúpula.
Presbiterio:

El presbiterio con el retablo principal con un baldaquino de dos pisos; en el primer piso se encuentra la imagen de Jesús Crucificado, en el segundo piso la imagen de La Inmaculada Concepción; entre los dos pisos se observa el Corazón de Jesús. En la parte de atrás hay un vitral con la imagen del Espíritu Santo, rematando el retablo con un medallón con la Divina Providencia.